# Joseph Henriet
Joseph Henriet (pron. fr. AFI: [ʒozɛf ɑ̃ʁjɛ]; Aosta, 13 marzo 1945) è un etnologo e linguista italiano originario della Valle d'Aosta.

## Biografia
Joseph Henriet nasce a Excenex, località sulla collina di Aosta, il 13 marzo 1945, da una famiglia di contadini. Frequenta la scuola elementare del villaggio e le superiori a Chieri.
Divenuto istitutore, insegna in vari villaggi della Valle d'Aosta e in Svizzera, nel canton Giura e nel Canton Neuchâtel). Durante questa esperienza, conosce il Mouvement autonomiste jurassien, che auspica la separazione dal Canton Berna. Giunge quindi alla conclusione di proporre la separazione della Valle d'Aosta dallo Stato italiano. Elabora così delle tesi arpitaniste per l'indipendenza della Valle d'Aosta e per la costituzione della Federazione arpitana.
In ambito culturale, attraverso la Grammatica della lingua arpitana afferma la necessità di costituire una koinè che propone di definire Lingua arpitana per salvare dall'estinzione gli idiomi francoprovenzali delle regioni attorno al Monte Bianco e per l'intercomprensione dei popoli arpitani. Propone inoltre un sistema ortografico che non verrà mai preso in considerazione.

## Attività politica
Crea un gruppo politico denominato Movament Harpitanya. Di tendenza maoista, punta alla liberazione nazionale e sociale dell'Harpitania.
Il Movament fallisce, ma contribuisce a segnare una svolta per i movimenti autonomisti valdostani, in particolare l'Union Valdôtaine.
Aderisce alla Lega Nord negli anni novanta e diventa presidente della sezione valdostana. Con il consenso di Umberto Bossi, rilancia il programma arpitano nel giornale locale Nouvo jor, che non riscuote successo tra i valdostani. Abbandona quindi la vita politica per ritirarsi sulla colline di Aosta.

## Opere
- Edur-Kar (pseudonimo), Harpeitanya, s. l., s. e., 1973.
- Ehtudio su la kuestion harpitanha, Aosta, Musumeci, 1975.
- Jozé Harrieta (pseudonimo), La lingua arpitana (francoprovenzale), con particolare riferimento alla lingua della Val d'Aosta, Romano Canavese, Tip. Ferrero, 1976.
- Jozé Harrieta (pseudonimo), Il substrato garalditano: contributo allo studio della toponimia arpitana della Valle d'Aosta, s. l., s. e., 1977.
- Noi, Saraceni delle Alpi. Tra storia e leggenda, Châtillon, Edizioni Cervino, 1996/2002.
- Nos ancêtres les Sarrasins des Alpes, collana Collection Archives Vivantes, Yens sur Morges, Éditions Cabédita, 2002, ISBN 2-88295-360-7.
- Leon Nava (pseudonimo), Storia del Movimento Arpitano in Valle d'Aosta, suppl. a L'Araldo del Piemonte e Valle Aosta, n. 27, s. d. [2019].